# جوليان أوتشيلو
جوليان أوتشيلو (بالإيطالية: Julian Uccello)‏ هو لاعب كرة قدم إيطالي في مركز الهجوم، ولد في 30 أكتوبر 1986 في تورونتو في كندا. شارك مع منتخب كندا تحت 20 سنة لكرة القدم. أما مع النوادي، فقد لعب مع إيه سي ميلان ونادي كاسالي ونادي كروتوني.